# Hoogezand
Hoogezand ist ein Ort mit 22.055 Einwohnern in der niederländischen Provinz Groningen. Hoogezand gehörte seit 1949 zur Gemeinde Hoogezand-Sappemeer, die 2018 in der Gemeinde Midden-Groningen aufging.
Der Ortsname leitet sich von einem Flurnamen her, Hooge Sandt (Gronings: „hoher Sand“).

## Geschichte
Seit 1618 führt ein Kanal durch die Gemarkung, der Winschoterdiep, der Winschoten mit Groningen verbindet. Auf der hochgelegenen Fläche entstand eine Siedlung, wobei das Jahr des Kanalbaus, 1618, auch als offizielles Gründungsjahr von Hoogezand gilt. Zunächst eine rein dörfliche Ansiedlung, fand die Industrialisierung Einzug mit dem Bau der Kartoffelmehlfabrik von W. A. Scholten, was zu einer starken Bevölkerungsvermehrung führte. Auch der Schiffbau entlang des Kanals bot Neuansiedlern Arbeit. Heute befinden sich die meisten und größten Werften im westlichen Ortsteil Foxhol.